# Рождественское сельское поселение (Смоленская область)
Рождественское сельское поселение — упразднённое муниципальное образование в составе Ельнинского района Смоленской области России.
Административный центр — деревня Фенино.
Образовано Законом Смоленской области от 20 декабря 2004 года. Упразднено Законом Смоленской области от 25 мая 2017 года с включением 5 июня 2017 года всех входивших в его состав населённых пунктов в Бобровичское сельское поселение.

## Географические данные
- Общая площадь: 142,7 км²
- Расположение: северная часть Ельнинского района
- Граничит:
  - на северо-западе — с Дорогобужским районом
  - на северо-востоке и востоке — с Бобровичским сельским поселением
  - на юго-востоке — с Ельнинским городским поселением
  - на юге — с Леонидовским сельским поселением
  - на западе — с Глинковским районом
- По территории поселения проходит автодорога Р137 Сафоново — Рославль.
- Крупная река: Ужа.

## Население
| 2011 | 2012 | 2013 | 2014 | 2015 | 2016 | 2017 |
| ---- | ---- | ---- | ---- | ---- | ---- | ---- |
| 444  | ↗445 | ↗451 | ↗463 | ↘453 | ↘435 | ↘413 |

## Населённые пункты
На территории поселения находилось 11 населённых пунктов.
- Фенино, деревня
- Амфилаты, деревня
- Измайлово, деревня
- Митино, деревня
- Никифорово, деревня
- Петрянино, деревня
- Рождество, деревня
- Старое Устиново, деревня
- Ушаково, деревня
- Хлысты, деревня
- Черемисино, деревня

## Экономика
4 сельхозпредприятия, 1 школа, 2 дома культуры, магазины.